# Liste der Biografien/Hame
Liste der Biografien |
Portal Biografien |
Personensuche
# |
A |
B |
C |
D |
E |
F |
G |
H |
I |
J |
K |
L |
M |
N |
O |
P |
Q |
R |
S |
T |
U |
V |
W |
X |
Y |
Z |
?
 
Ha |
Hd |
He |
Hi |
Hj |
Hk |
Hl |
Hm |
Hn |
Ho |
Hr |
Hs |
Ht |
Hu |
Hv |
Hw |
Hy
 
Haa |
Hab |
Hac |
Had |
Hae–Haf |
Hag |
Hah |
Hai |
Haj |
Hak |
Hal |
Ham |
Han |
Hao |
Hap |
Haq |
Har |
Has |
Hat |
Hau |
Hav |
Haw |
Hax |
Hay |
Haz
 
Hama |
Hamb |
Hamd |
Hame |
Hamf |
Hamh |
Hami |
Hamk |
Haml |
Hamm |
Hamn |
Hamo |
Hamp |
Hamr |
Hams |
Hamu |
Hamv |
Hamw |
Hamy |
Hamz
Die Liste der Biografien führt alle Personen auf, die in der deutschsprachigen Wikipedia einen Artikel haben. Dieses ist eine Teilliste mit 177 Einträgen von Personen, deren Namen mit den Buchstaben „Hame“ beginnt.

## Hame
- Häme, Olli (1924–1984), finnischer Jazzmusiker, Platten- und Fernsehproduzent

### Hamec
- Hamecher, Cornelius (1872–1925), deutscher Postbeamter und Politiker (Zentrum), MdR
- Hamecher, Peter (1879–1938), deutscher Autor

### Hamed
- Hamed, Adham (* 1988), österreichischer Friedens- und Konfliktforscher
- Hamed, Menna (* 1998), ägyptische Squashspielerin
- Hamed, Naseem (* 1974), britischer BoxerNaseem Hamed (* 1974)

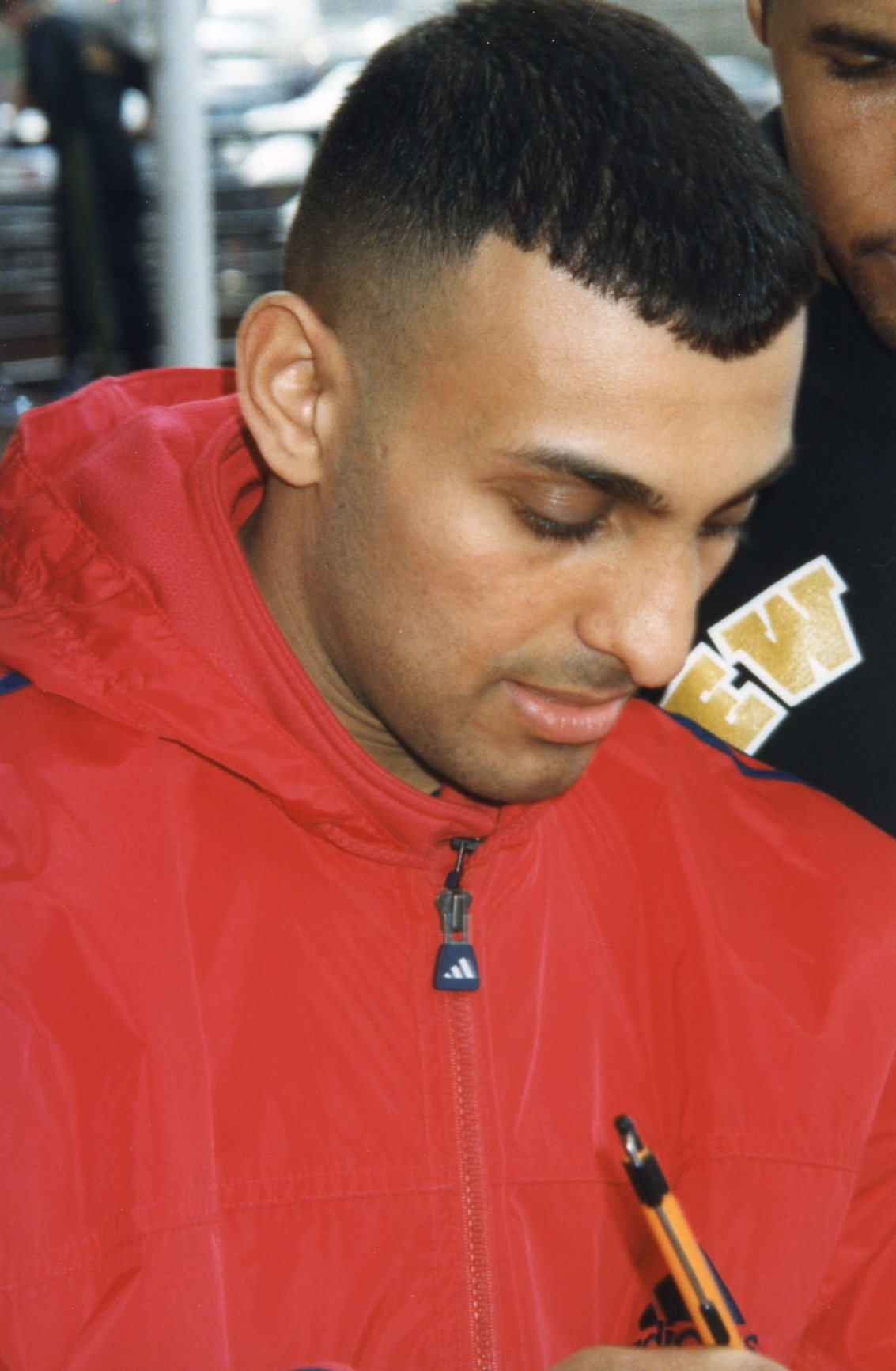
Naseem Hamed (* 1974)

- Hamed, Soufeina (* 1989), Psychologin, Comic-Künstlerin und Illustratorin
- Hamed, Tarek (* 1988), ägyptischer Fußballspieler
- Hamedi, Niloofar (* 1992), iranische Journalistin
- Hamedi, Tareg (* 1998), saudi-arabischer Karateka
- Hamedl, Eduard (* 1951), österreichischer Politiker (ÖVP)

### Hamee
- Hameed, Abdul Cader Shahul (1928–1999), sri-lankischer Politiker
- Hameed, Asghar (1919–2002), pakistanischer Mathematiker und Ahmadi
- Hameed, Faritz (* 1990), singapurischer Fußballspieler
- Hameed, Khalid, Baron Hameed (* 1941), britischer Politiker
- Hämeen-Anttila, Jaakko (1963–2023), finnischer Arabist und Islamwissenschaftler, Professor für Arabisch und Islamwissenschaft
- Hameetman-Schlette, Engelina (1875–1954), niederländische Malerin

### Hamei
- Hameʾiri, Israʾel (* 1948), israelischer Schriftsteller und Dramatiker
- Hameister, Christofer (* 1994), deutscher Hörfunk- und Fernsehmoderator
- Hameister, Ernst (1889–1966), deutscher Rezitator
- Hameister, Jade (* 2001), australische Polarrekordlerin
- Hameister, Willy (1889–1938), deutscher Kameramann
- Hameister, Yavi (* 1986), deutsche Autorin, Bloggerin, Influencerin, Podcasterin und Fitness- sowie Ernährungsexpertin

### Hamel
- Hämel, Adalbert (1860–1932), Pädagoge und deutscher Komponist
- Hämel, Adalbert (1885–1952), deutscher Romanist und Hispanist
- Hamel, Adam († 1620), lutherischer Theologe und Superintendent des Stifts Kolberg-Cammin in Pommern
- Hamel, André (* 1955), kanadischer Komponist und Musikpädagoge
- Hamel, Anton, deutscher Unternehmer
- Hamel, Anton Gerard van (1842–1907), niederländischer Romanist, Französist und Mediävist
- Hamel, Carl (1870–1949), deutscher Arzt
- Hamel, Christopher de (* 1950), britischer Buchwissenschaftler
- Hamel, Debra (* 1964), US-amerikanische Althistorikerin
- Hamel, Denis (* 1977), kanadischer Eishockeyspieler
- Hamel, Eddy (1902–1943), amerikanischer Fußballspieler und Holocaustopfer
- Hamel, Edmund Richard (1890–1983), Schweizer Unternehmer deutscher Abstammung
- Hamel, Elzéar (1871–1944), kanadischer Schauspieler
- Hamel, Fred (1903–1957), deutscher Musikwissenschaftler und Musikproduzent
- Hamel, Gary (* 1954), Ökonom und Unternehmensberater, Leiter einer Consulting-Firma
- Hamel, Georg (1877–1954), deutscher Mathematiker
- Hamel, Georges (1948–2014), kanadischer Sänger frankophoner Country-Musik
- Hamel, Gerardus Antonius van (1842–1917), niederländischer Strafrechtler und liberaler Politiker
- Hamel, Gilles (* 1960), kanadischer Eishockeyspieler
- Hamel, Gontran (1883–1944), französischer Algenforscher
- Hamel, Gustav (1869–1947), deutscher Politiker (SPD)
- Hamel, Hendrik (1630–1692), niederländischer Seefahrer
- Hamel, Ilse (1874–1943), deutsche Journalistin, Schriftstellerin und NS-Funktionärin
- Hamel, Jacques (1930–2016), französischer katholischer Priester im Erzbistum Rouen
- Hamel, Jean (* 1952), kanadischer Eishockeyspieler, -trainer und -funktionär
- Hamel, Jean-Louis (1916–2009), französischer Botaniker
- Hamel, Johann Georg (1811–1872), deutscher Politiker, Landtagsabgeordneter Hessen-Homburg
- Hamel, Johannes (1911–2002), deutscher Theologe
- Hamel, Joost Adriaan van (1880–1964), niederländischer Jurist und Politiker sowie Hoher Kommissar der Freien Stadt Danzig (1925–1929)
- Hämel, Josef (1894–1969), deutscher Dermatologe und Hochschullehrer
- Hamel, Joseph Christian (1788–1862), deutschstämmiger Arzt, Naturforscher und Technologe in russischen Diensten
- Hamel, Julius (1834–1907), deutscher Porträt-, Historien- und Genremaler sowie Zeichner, Lithograf und Grafiker
- Hamel, Jürgen (* 1951), deutscher Astronomiehistoriker
- Hamel, Keith (* 1956), kanadischer Komponist und Musikpädagoge
- Hamel, Lambert (* 1940), deutscher Schauspieler
- Hamel, Marie-Pierre (1786–1879), französischer Orgelkundler und Richter
- Hamel, Mathieu (* 1972), französischer Beachvolleyballspieler
- Hamel, Michael A. (* 1950), US-amerikanischer Offizier, Generalleutnant der US Air Force
- Hamel, Otto (1866–1950), deutscher Maler
- Hamel, Peter (1911–1979), deutscher Theaterschauspieler, Drehbuchautor und Regisseur
- Hamel, Peter (1915–1992), deutscher Politiker (SPD), MdL
- Hamel, Peter Michael (* 1947), deutscher KomponistPeter Michael Hamel (* 1947)

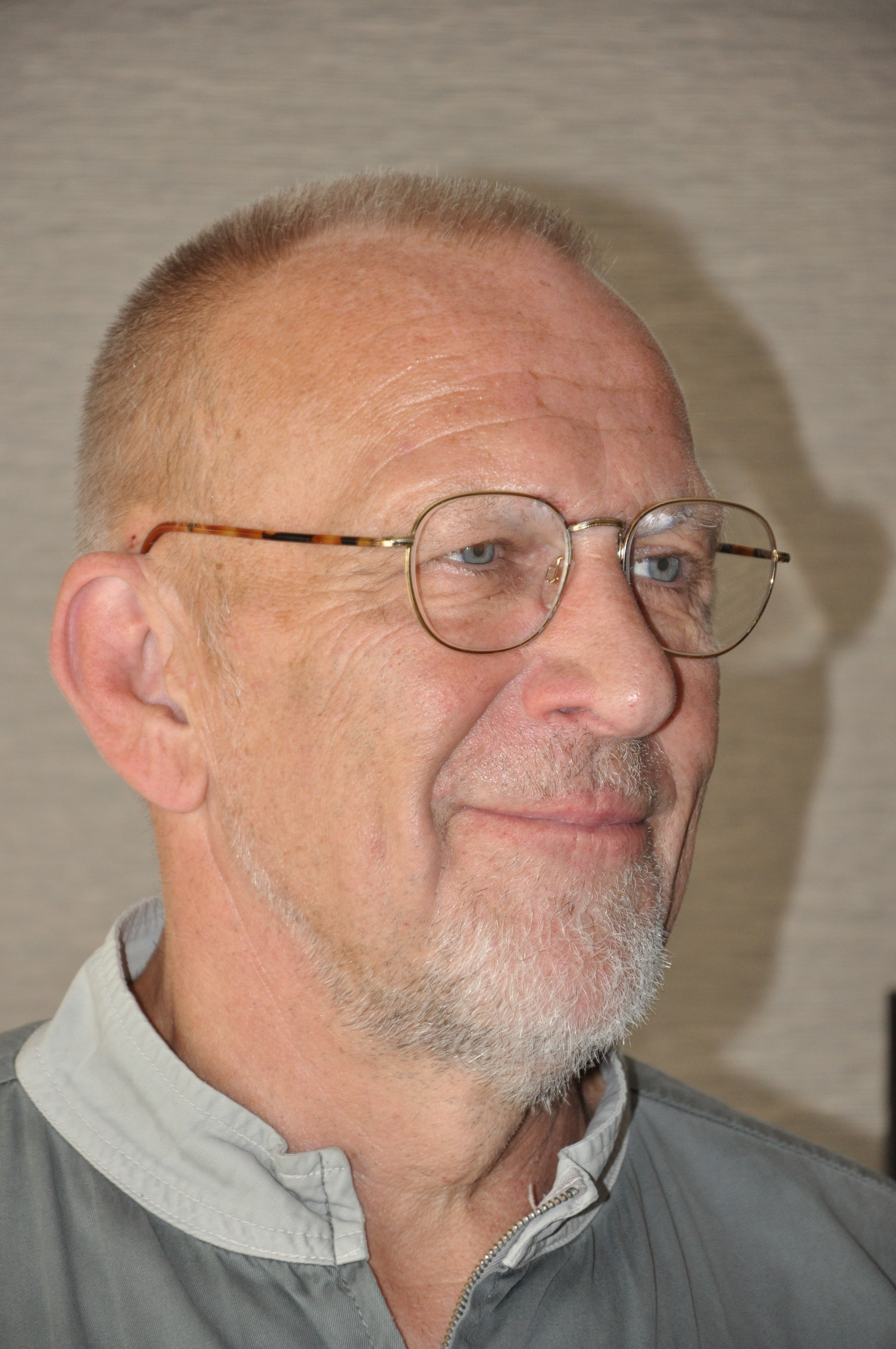
Peter Michael Hamel (* 1947)

- Hamel, Pierre-Yves (* 1994), französischer Fußballspieler
- Hamel, Rahil (* 2002), algerische Hürdenläuferin
- Hamel, René (1902–1992), französischer Radrennfahrer und Olympiasieger
- Hamel, Richard (1853–1924), deutscher Journalist und Schriftsteller
- Hamel, Sébastien (* 1975), französischer Fußballtorhüter
- Hamel, Teresa (1918–2005), chilenische Schriftstellerin
- Hamel, Veronica (* 1943), US-amerikanische Schauspielerin
- Hamel, Walter (1923–2009), deutscher Maschinenbauingenieur
- Hamel, Werner (1911–1987), deutscher Hockeyspieler
- Hamel, Winfried (* 1943), deutscher Betriebswirt und Hochschullehrer
- Hamel, Wouter (* 1977), niederländischer Jazz-Sänger
- Hamelau, Hans († 1670), Hamburger Baumeister
- Hamelau, Hans (1886–1961), deutscher Konteradmiral (W) der Kriegsmarine
- Hamelberg, Ferdinand von (1798–1870), deutscher Politiker
- Hamelberg, Fritz (1891–1973), deutscher Politiker (NSDAP, FDP), MdL
- Hamele, Markus (* 1980), österreichischer Schauspieler
- Hamelehle, Walter (1912–1946), deutscher Motorradrennfahrer
- Hamelin de Ballon († 1089), normannischer Adliger und Eroberer von Upper Gwent
- Hamelin, Charles (* 1984), kanadischer Shorttracker
- Hamelin, Claude (* 1952), kanadischer Geistlicher, römisch-katholischer Bischof von Saint-Jean-Longueuil
- Hamelin, Ferdinand Alphonse (1796–1864), französischer Admiral
- Hamelin, François (* 1986), kanadischer Shorttracker
- Hamelin, Jacques Félix Emmanuel (1768–1839), französischer Admiral
- Hamelin, Jean-Guy (1925–2018), kanadischer Geistlicher und römisch-katholischer Bischof von Rouyn-Noranda
- Hamelin, Louis-Edmond (1923–2020), kanadischer Geograph und Hochschullehrer
- Hamelin, Marc-André (* 1961), frankokanadischer Pianist und KomponistMarc-André Hamelin (* 1961)

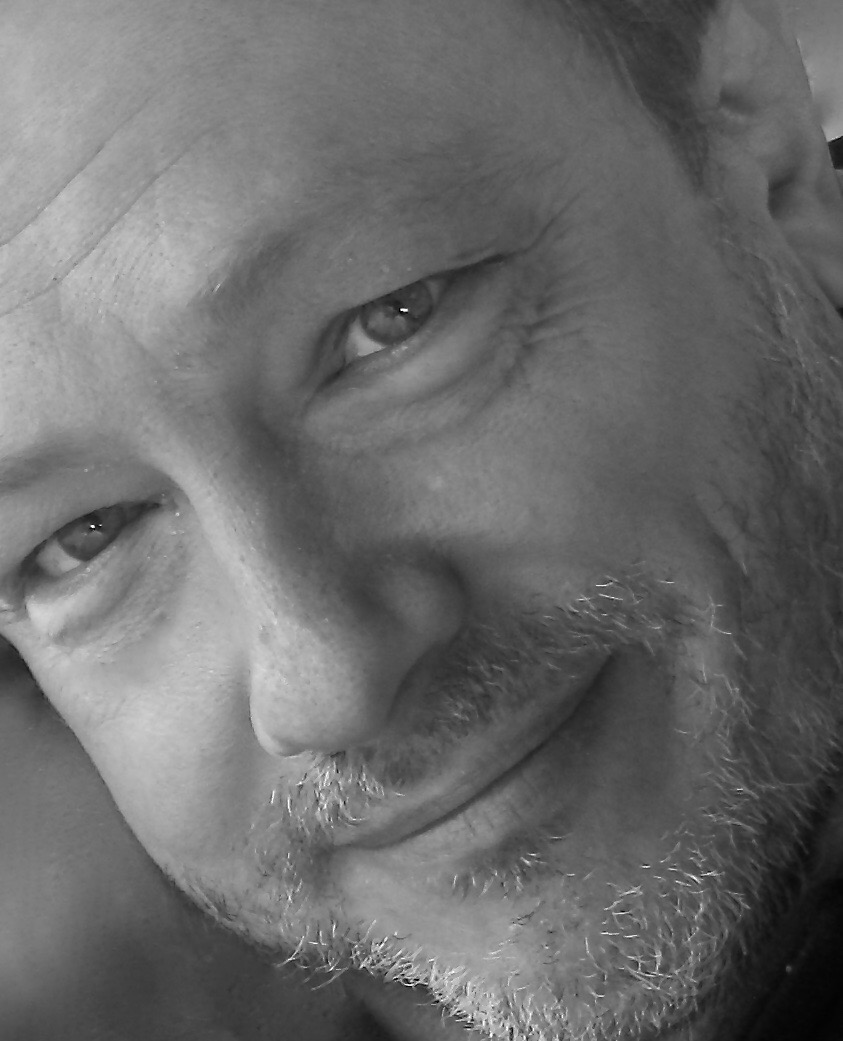
Marc-André Hamelin (* 1961)

- Hamelin, Octave (1856–1907), französischer Philosoph
- Hamelinck, Bert, Filmproduzent
- Hameline, André Teddy, französischer Jazzmusiker
- Hameline, Daniel (* 1931), französischer Pädagoge
- Hamelink, Cees (* 1940), niederländischer Medienwissenschaftler
- Hamelink, Désiree (* 1981), niederländische Schachspielerin
- Hamelink, Jasper (* 1990), niederländischer Radrennfahrer
- Hamelmann, Hermann (1526–1595), lutherischer Theologe und Historiker
- Hamelmann, Horst (1924–2021), deutscher Chirurg, Hochschullehrer in Marburg und Kiel
- Hamelmann, Jürgen, deutscher Autorennfahrer
- Hamelmann, Ute (* 1975), deutsche Cartoonistin und Autorin
- Hameln, Johann von († 1425), deutscher Kaufmann und Ratsherr der Hansestadt Lübeck
- Hamelow, Egmont (* 1963), deutscher Politiker (CDU)
- Hamels, Cole (* 1983), US-amerikanischer Baseballspieler
- Hamelsveld, IJsbrand van (1743–1812), niederländischer Theologe, Historiker und Politiker

### Hamen
- Hamen y León, Juan van der († 1631), spanischer Maler
- Hamen, Samuel (* 1988), luxemburgischer Schriftsteller, Kritiker und Literaturwissenschaftler
- Hamengkubuwono IX. (1912–1988), indonesischer Politiker, Sultan von Yogyakarta, indonesischer Vizepräsident
- Hamenstädt, Ursula (* 1961), deutsche Mathematikerin

### Hamer
- Hamer, Alain (* 1965), luxemburgischer Fußballschiedsrichter
- Hamer, Antje (* 1982), deutsche Schauspielerin
- Hamer, Ben (* 1987), englischer Fußballtorhüter
- Hamer, Bent (* 1956), norwegischer Regisseur, Drehbuchautor und Produzent
- Hamer, Bernd (1939–2004), deutscher Politiker (CDU), MdL
- Hamer, Birgit (* 1957), deutsches Fotomodell und Schauspielerin
- Hamer, Dale (1937–2024), US-amerikanischer Schiedsrichter im American Football
- Hamer, David (1934–2017), Historiker und Kryptologe
- Hamer, Dean (* 1951), US-amerikanischer Genetiker
- Hamer, Dennis (* 1952), deutscher Laiendarsteller
- Hamer, Detlef (1942–2013), deutscher Redakteur, Publizist, Herausgeber und Autor
- Hamer, Eberhard (* 1932), Ökonom und Hochschullehrer
- Hamer, Eerke U. (1937–2011), deutscher Sporthistoriker
- Hamer, Eugénie (1865–1951), belgische Frauenrechtlerin und Pazifistin
- Hamer, Fannie Lou (1917–1977), US-amerikanische BürgerrechtlerinFannie Lou Hamer (1917–1977)

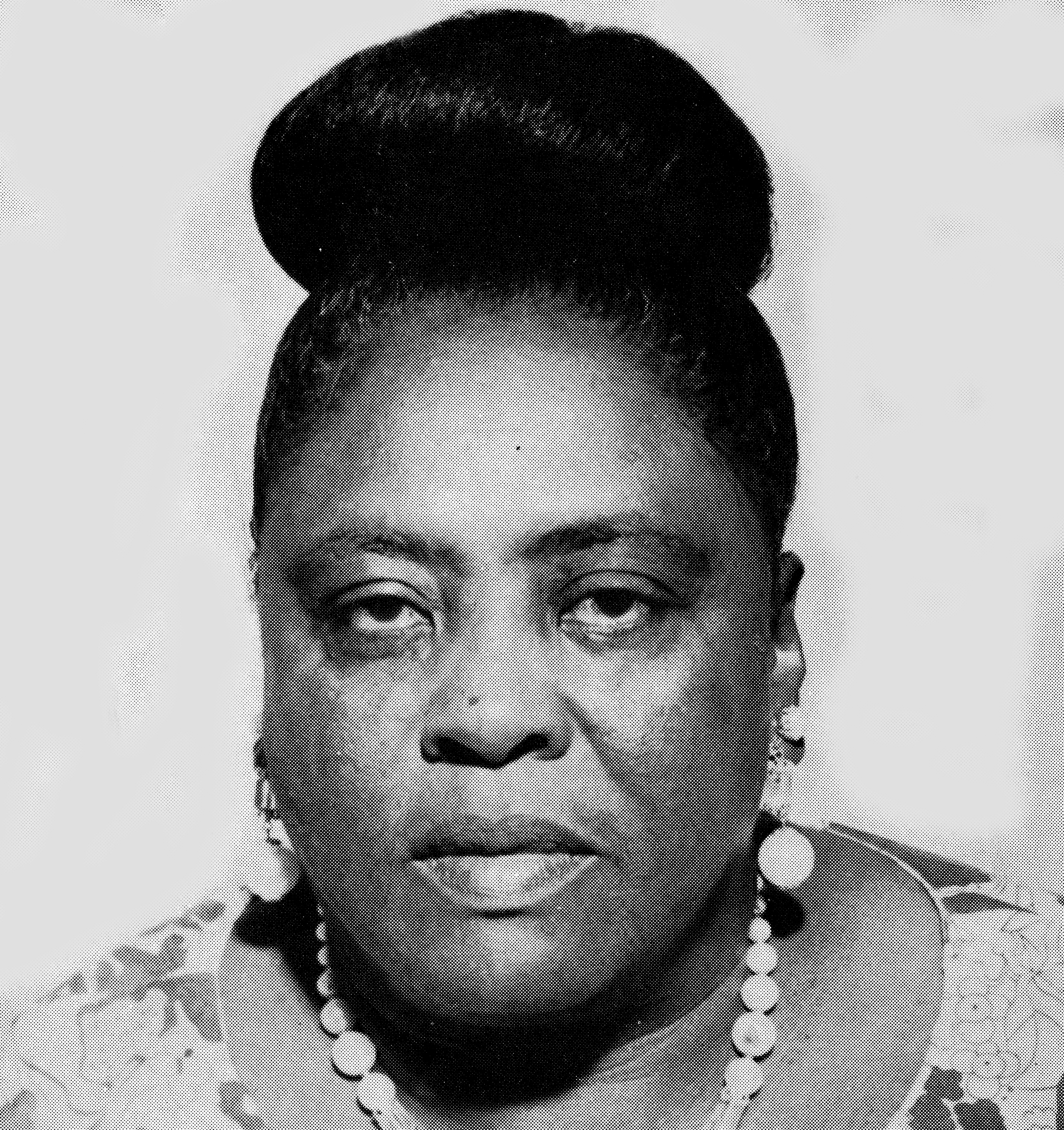
Fannie Lou Hamer (1917–1977)

- Hamer, Ferdinand (1840–1900), niederländischer Ordensgeistlicher
- Hamer, Fritz (1912–2004), deutscher Orchideenforscher
- Hamer, Gerald (1886–1972), englischer Theater- und Filmschauspieler
- Hämer, Hardt-Waltherr (1922–2012), deutscher Architekt und Stadtplaner
- Hamer, Hartwig (* 1943), deutscher Maler und Grafiker
- Hamer, Ian (1932–2006), britischer Jazz-Trompeter
- Hamer, Isabel (1912–2004), deutsche Autorin und Übersetzerin
- Hamer, Jean Jérôme (1916–1996), belgischer Ordensgeistlicher, Kurienkardinal der römisch-katholischen Kirche
- Hamer, Kurt (1926–1991), deutscher Politiker (SPD), MdL
- Hamer, Markoesa (* 1985), niederländische Schauspielerin
- Hamer, Miloslav (1913–2002), tschechoslowakischer Tischtennisspieler
- Hamer, Piret (* 1980), estnische Badmintonspielerin
- Hamer, Robert (1911–1963), britischer Regisseur und Drehbuchautor
- Hamer, Rupert (1916–2004), australischer Politiker
- Hamer, Rusty (1947–1990), US-amerikanischer Filmschauspieler
- Hamer, Ryke Geerd (1935–2017), deutscher Alternativmediziner und ehemaliger Arzt
- Hamer, Sabine (* 1953), deutsche Politikerin (SPD), MdL
- Hämer, Sebastian (* 1979), deutscher Soul-SängerSebastian Hämer (* 1979)

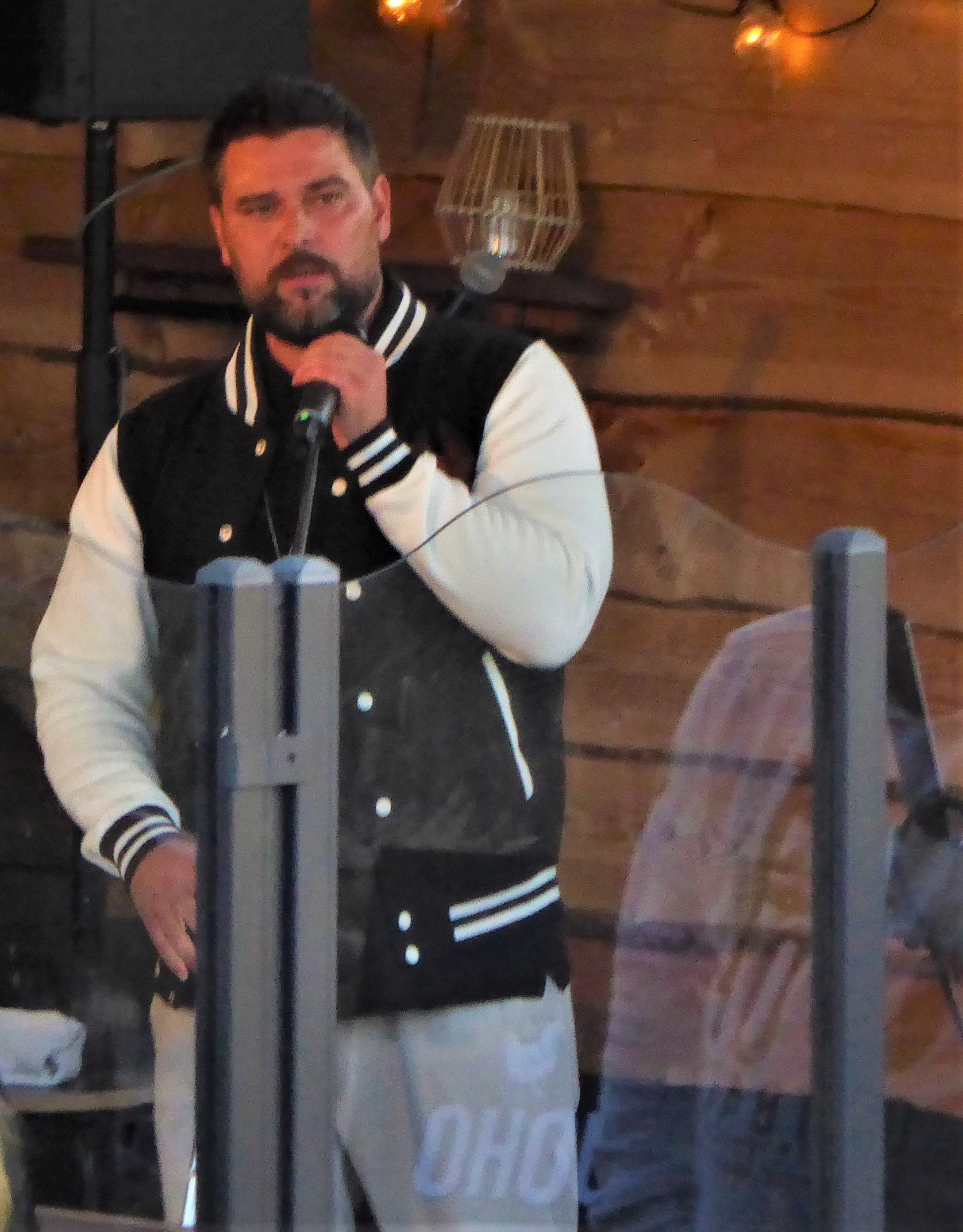
Sebastian Hämer (* 1979)

- Hamer, Stu (1934–2014), britischer Jazzmusiker (Trompete, später Piano)
- Hamer, Tex (1901–1981), US-amerikanischer American-Football-Spieler
- Hämer, Therese (* 1962), deutsche Schauspielerin und HörspielsprecherinTherese Hämer (* 1962)

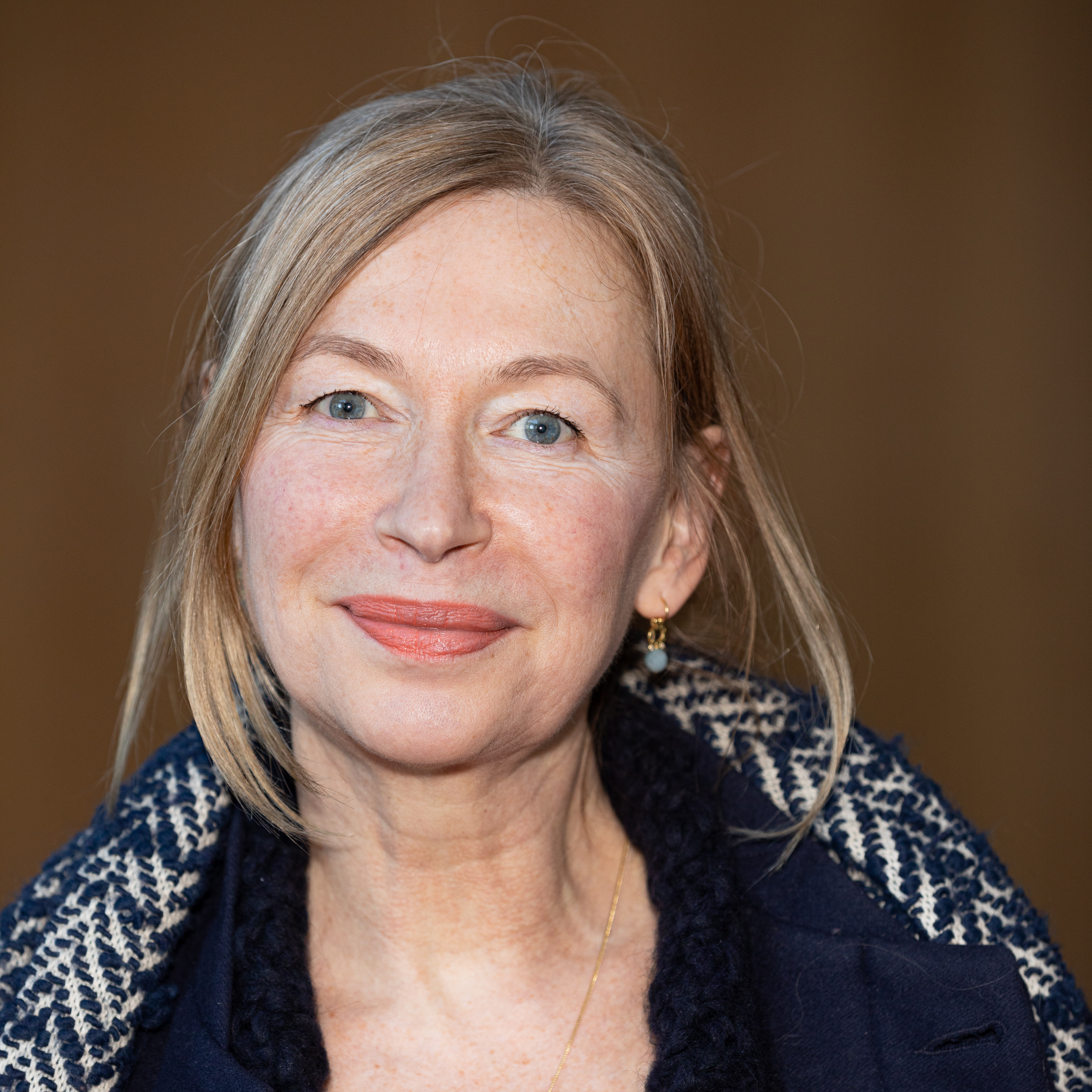
Therese Hämer (* 1962)

- Hamer, Thomas L. (1800–1846), US-amerikanischer Politiker
- Hamer, Thomas Ray (1864–1950), US-amerikanischer Politiker
- Hämer, Walter (1899–1974), deutscher Architekt
- Hameren, Dirk Jan van (* 1965), niederländischer Bahnradsportler
- Hamerich, Hartmut (* 1955), deutscher Politiker (CDU), MdL
- Hamerik, Asger (1843–1923), dänischer Komponist und Dirigent
- Hamerik, Ebbe (1898–1951), dänischer Komponist und Dirigent
- Hamerl, Josef (1931–2017), österreichischer Fußballspieler
- Hamerle, Andreas (1837–1930), österreichischer Redemptorist, Theologe sowie Schriftsteller
- Hamerlík, Peter (* 1982), slowakischer Eishockeytorwart
- Hamerling, Robert (1830–1889), österreichischer Schriftsteller, Dichter und Gymnasiallehrer
- Hamermesh, Daniel S. (* 1943), US-amerikanischer Wirtschaftswissenschaftler
- Hamermesh, Morton (1915–2003), US-amerikanischer Physiker
- Hameroff, Stuart (* 1947), US-amerikanischer Arzt und Hochschullehrer
- Hamerow, Theodore S. (1920–2013), US-amerikanischer Historiker
- Hamers, Antonius (* 1969), deutscher römisch-katholischer Priester und Jurist
- Hamers, Maurice (* 1962), niederländischer Dirigent, Komponist, Hochschullehrer für Blasorchesterleitung
- Hamers, Ralph (* 1966), niederländischer BankmanagerRalph Hamers (* 1966)

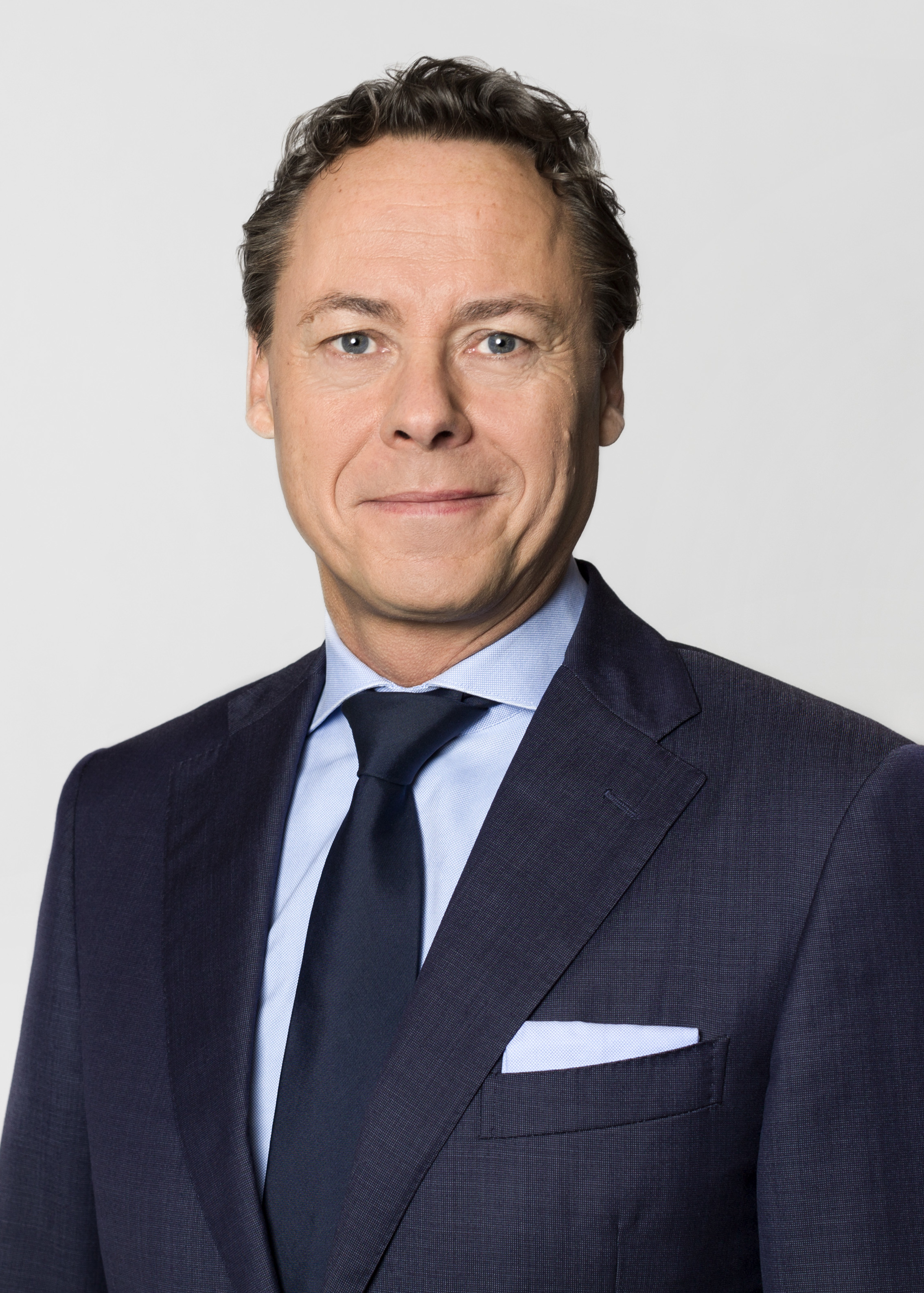
Ralph Hamers (* 1966)

- Hamerschlag, Margarete (1902–1958), österreichische Autorin und Illustratorin
- Hamerski, Werner (1933–2006), deutscher Fernsehjournalist
- Hamerstrom, Frances (1907–1998), US-amerikanische Ornithologin und Autorin
- Hamerton, Philipp Gilbert (1834–1894), englischer Maler, Radierer und Schriftsteller

### Hames
- Hames, Jagan (* 1975), australischer Zehnkämpfer
- Hameseder, Erwin (* 1956), österreichischer Manager
- Hamesh, Jack, österreichischer jüdischer Emigrant
- Hamesse, Adolphe (1849–1925), belgischer Landschaftsmaler

### Hamet
- Hametaj, Arian (* 1957), albanischer Fußballspieler
- Hameter, Markus (* 1980), österreichischer Fußballschiedsrichter
- Hametner, Hannes (* 1971), deutscher Theaterregisseur, Dramaturg und Oberspielleiter
- Hametner, Michael (* 1950), deutscher Journalist, Redakteur, Sprecher und Kritiker

### Hameu
- Hameurlaïne, Abdelhak (* 1972), algerischer Tennisspieler